# ダーリンハニー
ダーリンハニーは、太田プロダクションに所属する日本のお笑いコンビ。2000年デビュー。2人共にメガネをかけているのが特徴。

## メンバー
- 長嶋 トモヒコ（ながしま ともひこ、1977年10月23日（47歳）[1] - ）ツッコミ（ネタによってはボケ）・ネタ作り担当。

身長175cm、体重58kg、A型。
本名:長嶋 智彦（読み同じ）
神奈川県出身。和光学園卒。趣味はDJ。イギリス好き。将来はイギリスに移住する夢を持っている。
- 吉川 正洋（よしかわ まさひろ、1977年12月23日（47歳）[1] - ）ボケ（ネタによってはツッコミ）担当。

身長167cm、体重50kg、AB型。
東京都出身。和光学園、和光大学人文学部文学科卒。既婚者で娘と息子がいる。義弟はsumikaのボーカリスト・片岡健太。趣味はギター、鉄道全般、野球（横浜DeNAベイスターズファン）。

## 経歴
1994年、私立和光高校2年時にコンビ結成。当時のコンビ名は長嶋がモッズだったことから「モダんず」だった。文化祭でお笑いライブを主催し、初めてオリジナルのコントを作る（初めて作ったネタは「イラン人の食い逃げ」）。当時からテレビや芸能事務所のオーディションに通い、長嶋が鈴木蘭々の大ファンだったため蘭々の事務所「ミナクルカンパニー」のオーディションにモデルの事務所だと知らずに参加したこともある。
高校卒業後に別々の大学に進学しお笑い活動を一時休止したが、1998年に活動を再開。コンビ名を「ダーリンハニー」に改名し、和光大学で教室を借りて月1ライブを開催。
太田プロに所属し、2000年2月14日に若手ライブ「太田プロ NEW WAVE LIVE」でプロデビュー。『タモリ倶楽部』（テレビ朝日）の鉄道企画にたびたび出演している。2012年2月24日放送「こんなに街中にあふれてるッ!メイドイン京三製作所を見に行こう!」で初めてコンビで進行役を担当した。

## 人物

### 長嶋
- 小学校から高校まで和光学園で育ったが、大学は別大学に進学。吉川は和光大学へ内部進学したが、同級生の多くが内部進学したため、別大学へ通う長嶋も和光大学へ通っていた。
- 新撰組のファンである。
- ビートルズの熱狂的ファンであり、自他共に認めるイギリスマニアでもある。特性を活かしてニッポン放送において1人でプロデュースと特番MCを担当した。
- 鉄道好きの吉川に引き続き、2008年6月20日放送の『タモリ倶楽部』（テレビ朝日）で「タモリ電車倶楽部」の会員に認定された（No.017）。

### 吉川
- 元芸人の福田哲平・佐藤満春（どきどきキャンプ）と共に「赤いきつね」というバンドを組み、音楽活動もおこなっている。
- 「タモリ電車倶楽部」の会員（No.009）でもあるほどの鉄道ファンであり、バラエティ番組の鉄道関連の企画の出演やコラムの執筆の活動も盛んである。また、2009年4月28日には「ダーリンハニー吉川の全国縦断鉄博巡り」（メタモル出版）を上梓した。娘と息子の名前は特急列車の愛称である「こまち」と「はくと」から命名した。
- 2007年4月24日放送の『『ぷっ』すま』（テレビ朝日）内の企画・リアル神経衰弱「ボケとツッコミ当てまショー」に出演。吉川は「相方に秘密にしていたこと」という質問に対し「鉄道が好きだがバスも好きだ」という地味な告白をした。
- 熱狂的な横浜DeNAベイスターズファン。春季キャンプも毎年見学に行っている[3]。また、ベイスターズ関連のライブイベントにも出演している。
  - 『中井正広のブラックバラエティ』（日本テレビ）内のコーナーの一つである「野球モノマネ」において、当時所属していた内川聖一のユニフォームで出演。鈴木尚典や金城龍彦などレパートリーを披露。しかし体系の細さから「神宮球場のボールボーイ」と他の出演者からいじられ、中々モノマネをさせてもらえなかった。
  - スポーツナビ+でカネシゲタカシが連載する「ベイスたんのブログやよ!」では写真提供を協力したことがある[4]。
  - ベイスターズのファンフェスタなどの球団公式行事の司会を任されることもある[5][6][7]。
- スミマサノリのラジオ番組『すみましん7』に出演している。
- 鉄道趣味雑誌『レイルマガジン』で連載コーナー「ダーリンハニー吉川の鉄道散歩!」を執筆している。
- 好きな食べ物は蕎麦。

## ネタ
- 主にコント中心。外国人女性や鉄道マニアなどの吉川扮するキャラが、一般人役の長嶋を引っ掻き回すネタが多い。また、鉄道マニアのネタでは鉄道模型を改造した携帯電話「モケータイ」を始めさまざまな鉄道関係の小道具を使用する。また、鉄道職員のスーツを着て、鉄道用語をオチに使うなどする鉄道漫才を行うこともあり、この時には発車メロディを出囃子によく使用している[8]。
- 他に、デモ行進風に横断幕を持って行う「とりあえず反対!」等あるあるネタを披露する事もある。

## 出演
- タモリ倶楽部（テレビ朝日） - 不定期
- 完売劇場（テレビ朝日）
- 内村プロデュース（テレビ朝日）
- 元祖!でぶや（テレビ東京）
- 笑いの金メダルjr. くりぃむ杯（ABCテレビ）
- くるくるドカン〜新しい波を探して〜（フジテレビ）
- お笑い登龍門 ガッハ（フジテレビ）
- 爆笑オンエアバトル（NHK総合） 戦績1勝7敗 最高409KB
  - 初挑戦は145KBでオフエアであったが2回目の挑戦で409KBを獲得し初オンエアとなった。しかしその後は101KB（ボールわずか3個）という番組史上稀に見る低記録を出すなどオフエアが続いた。
  - 8回目の挑戦で401KBの高得点ながらオフエアであった。なお、このときは417KBで6位が「イヌがニャーと泣いた日」、413KBで7位が「ラバーガール」と400KB台が一度に3組もオフエアになる事態となり彼らは400KB台ながら8位オフエアという結果になった。
- エンタの神様（日本テレビ） キャッチコピーは「笑いの無法地帯」
- エンタの天使（日本テレビ） キャッチコピーは「響け!トレイン音楽(ミュージック)」
- SATURDAY GLASS SHOW（FM-FUJI）
- 中井正広のブラックバラエティ - 吉川のみ
- ゼベック・オンライン（2005年1月24日、TOKYO MX）
- タモリのボキャブラ天国 大復活祭スペシャル（2008年、フジテレビ） キャッチコピーは「光速の各駅停車」
- 大笑点（日本テレビ）
- イエヤス（CBC）
- 鉄音アワー（ココログ）- 吉川のみ
- ジャガイモン（テレ朝チャンネル）- 吉川のみ
- 浜ちゃんと!（2007年11月8日、読売テレビ）NHKとくぎ自慢 - 吉川のみ
- 発掘!鉄道記録映像（2009年4月 - 9月、MONDO21）
- 鉄道写真物語 1枚にかける旅（2010年7月3日 - 2010年12月11日、BSデジタル12チャンネル「TwellV」） - 吉川のみ
- 新世紀ネタキング決定戦（2010年12月9日、TOKYO MX）
- すイエんサー（2011年1月4日、NHK教育）
- 鉄道チャンネル（CS）[9]
- 鉄道ひとり旅（2011年11月1日 - 、CS鉄道チャンネル） - 吉川がレポートする鉄道番組
- オトナの社会見学「あなたの知らない東京駅」（2015年2月5日、NHK BSプレミアム） - 吉川のみ
- まるごと（2015年4月 - 2018年3月 静岡第一テレビ ）- ノリ×ノリ - 吉川のみ
- 笑神様は突然に…（日本テレビ） - 吉川のみ、「鉄道BIG4」として不定期出演
- MA HEADLINES（ミュージック・エア）- 長嶋のみ
- 有吉ベース（2016年1月- 、フジテレビONE）
- HAPPY MONDAY BASEBALL 今週のプロ野球とことん予想（BSスカパー）
- ニッポン各駅早周り旅（2016年10月29日、NHK BSプレミアム） - 吉川のみ
- 俺の旅番組（ワールド・ハイビジョン・チャンネル） - 吉川のみ
  - 第6回
  - 第22回
- ニッポン各駅車窓旅（2017年5月20日、NHK BSプレミアム） - 吉川のみ
- 鉄オタ選手権（2016年9月22日 -、NHK総合） - 吉川のみ。不定期放送
- 鉄道伝説スペシャル（BSフジ） - 吉川のみ
  - さようなら 時代を彩った鉄道たち 2018春（2018年3月11日）
  - 決定!歴史を駆け抜けた日本の鉄道車両ベスト30（2019年10月13日） [10]
- オールスター後夜祭（2018年10月7日[11]、2019年4月7日[12]、TBS）
- さきどり！ベイスターズ（2020年8月25日～、J:COM）- 吉川のみ
- BEYOOOOONDS 一岡伶奈 はじめての鉄道旅（2020年11月28日 - 、BSスカパー! / スペースシャワーTVプラス）- 吉川のみ[13]
- こんなところでキャンパーズ!（2022年5月18日 - 6月29日、BS松竹東急）- 吉川のみ
- 吉川鉄道研究部（2025年4月5日 - 、BS日テレ）- 吉川のみ

### テレビドラマ
- 熱いぞ!猫ヶ谷!!（2010年、名古屋テレビ） - 吉川のみ 伊藤直人 役
- 鉄子の育て方（2014年、名古屋テレビ） - 吉川のみ グランシャリオ吉川 役
- 全っっっっっ然知らない街を歩いてみたものの Season2 最終話（2022年4月11日、フジテレビ）- 吉川のみ[14]

### 配信ドラマ
- 鉄オタのぞみ、50キロ（2022年、ネットもテレ東ほか） - 吉川は声の出演、長嶋は広田 役（第8話ゲスト）

### ラジオ
- SATURDAY GLASS SHOW（2005年4月 - 2006年3月、FM-FUJI）
- 有吉弘行のSUNDAY NIGHT DREAMER（2013年10月・2013年12月第4週・2014年1月第2週 - 第4週・2014年2月、JFN系列局）
  - コンビとしての出演のほかに、どちらか一方のみがピンとして出演することも多い。当該番組は2021年現在も放送中だが、2018年以降は全く出演していない。
    - 吉川のみ - 2011年5月・2012年6月・2013年5月・2014年12月第3週・2015年6月・2015年7月第1週・2015年12月第2週及び第4週・2016年5月・2017年5月
    - 長嶋のみ - 2014年11月・2014年12月第4週・2015年7月（第1週を除く）・2015年11月第3週・2016年12月第1週
- 吉田照美ソコダイジナトコ（文化放送）
- ダーリンハニーのオールナイトニッポンR（2013年11月9日、ニッポン放送）
- iTSCOM presents MTV US Top 20（FM salus） - 長嶋のみ
- ダーリンハニー・長嶋智彦のVVラジオ（2015年10月2日 - 、ニッポン放送） - 長嶋のみ
- ダーリンハニーの旅列車 出発進行〜!!（2019年10月 - 、かしわプロダクション制作全国AMラジオ15局→10局）[15][16][17][18]

### 映画
- 手紙（2006年、生野慈朗監督）
- 全然大丈夫（2008年、藤田容介監督） - 吉川のみ

### CM
- ベネッセコーポレーション たまごクラブ・ひよこクラブ（2009年 - 2010年）- 吉川のみ